# Jiří Hořejš
Jiří Hořejš ([jɪr̝iː ɦɔr̝ɛjʃ]; Praga, 18 de outubro de 1933 – Brno, 28 de setembro de 2001) foi um informático tcheco. É reconhecido como o introdutor da informática na República Tcheca.
Em 1964 foi professor e diretor do Instituto de Informática (na época "Máquinas Matemáticas") na Universidade Masaryk em Brno. Na década de 1960 trabalhou com métodos formais para verificação da correção de programas. Desenvolveu para esse fim um método gráfico e, posteriormente, métodos semânticos. Em 1987 tornou-se professor na Universidade Carolina e lidou, entre outras coisas, com redes neurais biológicas redes neurais e computadores de DNA.
Recebeu o Prêmio Pioneiro da Computação de 1996.